# 外側溝
外側溝（がいそくこう、英: lateral sulcus, lateral fissure）は、別名シルヴィウス溝 (Sylvian fissure) とも呼ばれ、ヒトの脳に見られる特徴的な構造の1つである。

## 名称
シルヴィウス溝という別名は、ライデン大学医学部教授のフランシスクス・シルヴィウス（1614-1672年）の名から名付けられた。

## 解剖学的特徴
外側溝は前頭葉、および頭頂葉と、側頭葉を上下に分けている。外側溝は大脳の両半球に存在するが、左半球のものの方が長い。外側溝はヒトの脳の発生の最も初期に形成される脳溝の1つであり、妊娠約14週目には見ることができる。
外側溝は多くの側枝を持っている。最も顕著で多くの人で見つかるのは、外側溝上行枝 (垂直枝) と水平枝で、下前頭回を下位領域に分割する。また、外側溝は聴覚野の主要部位である横側頭回を含む。

## 参考画像
- ヒト脳の冠状断面。外側溝周辺に色。  頭頂弁蓋（頭頂葉の一部）  島皮質  側頭弁蓋（横側頭回、側頭葉の一部）
- ヒトの左大脳半球の外側面。赤い所が外側溝。
- 脳の底部 (外側溝は左上に見える)
- 側脳室上角、及び下角を側面から露出させた図
- 頭蓋骨と脳の関係を示した図
- 頭蓋骨と、脳及び中硬膜動脈の関係を示した図